# Blanca Fernández Quesada
Blanca Fernández Quesada (n. Granada, España, 1969) es artista residente en Madrid que ha desarrollado proyectos que tratan sobre la contradicción entre la pérdida de identidad de los lugares y la forma en la que adquirimos un rico archivo de recuerdos de los mismos.

## Reseña biográfica
Entre las exposiciones realizadas cabe mencionar, como individuales: Revival I (2009), en el Centro Cultural Caleidoscopio de Móstoles y Retrasando la red. Memoria de recuerdos (2007), Jardín Botánico de la Universidad Complutense de Madrid, España. Como colectivas: Historias de Amor, Visibilizando el amor homosexual a través de la cultura (2009). Centro Cultural de España, Lima, Perú; Cosas de Casados. La mirada de artistas al Amor LGTB (2008). MAC Ibirapuera, Sao Paulo, Brasil; y, Arte como Equipaje (1997 y 1998), Casa de las Conchas, Salamanca, España y la Galería Pankow, Berlin y Charlottenburg. Halle, Germany. 

## Arte Público
Campo de Violetas (2006) Acción del día internacional de la Mujer. Jardín Botánico, Universidad Complutense de Madrid; Un nº2 (2003). Skatepark. Parque de la Paz, Móstoles, España y the River House of the Revenue Commissioners (1995), instalación en sitio específico en Limerick, Irlanda.
ÁREA DE INVESTIGACIÓN: es el del arte público en relación con problemáticas socialesy desde los años sesenta del pasado siglo. En concreto ha estudiado los casos de España y Estados Unidos.

## Docencia
Es profesora de Pintura en la Universidad Complutense de Madrid, se doctoró en la Facultad de Bellas Artes de esta Universidad en el año 2000 y ha desarrollado estancias de investigación en diversas universidades y centros de arte, entre ellos: Otis School of Art and Design y 18th Street Art Centre de Los Angeles (2013), the School of the Art Institute of Chicago (2006&1998) o el Institute of Fine Art de la New York University (1997).
Como docente, ha impartido clases en Licenciatura, Doctorado, Grado y Master en Bellas Artes en la UCM y Centro de Estudios Felipe II de Aranjuez y de Licenciatura en Historia del Arte en SEK, Segovia. Ha sido profesora invitada en las Universidades de Castilla-La Mancha 2010; País Vasco, 2010, 2009 y 2007; Barcelona, 2009-2001; Politécnica de Valencia, 2003; y Europea, 2010-2008.
Editora junto con Jesús Pedro Llorente del libro Barrios artísticos y regeneración urbana (2009) Universidad de Zaragoza y coautora de Introducción al Color (Akal, 2005) junto con González Cuasante y Cuevas Riaño. Ha publicado una treintena artículos sobre intervención urbana y color en la cultura contemporánea así como impartido una cuarentena de conferencias en instituciones de arte y enseñanza de arte.

## Gestión Cultural
De su labor como gestora cultural en el cargo de Delegada de Cultura de la Facultad de Bellas Artes UCM (2003-2008) mencionar la dirección del ciclo de conferencias Diálogos en Arte Contemporáneo y ArsGames. Arte y videojuegos en colaboración con Medialab-Prado así como la coordinación de la Cátedra Juan Gris con los artistas invitados: Jannis Kounellis, Serge Spitzer, Gary Hill, Carlos Garaicoa, Juliao Sarmento, Christiane Löhr y Tania Bruguera.

## Producción del artista
El artista se caracteriza por sus grandes colaboraciones con diversos autores, y su máxima veracidad en su obra.